# Prelinguaal

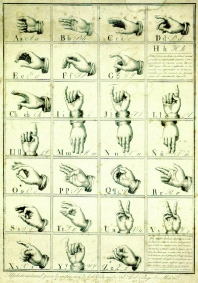
Voorbeeld van gebaren in gebarentaal.

Prelinguaal betekent letterlijk vóór de taal. Deze aanduiding wordt vaak gebruikt in samenstelling met doof.
Een prelinguaal dove is iemand die doof is geboren of doof is geworden voordat hij zich gesproken taal eigen heeft gemaakt. Voor een prelinguaal dove is het vaak zeer moeilijk om goed te leren praten, omdat hij zichzelf immers niet kan horen. Ook is het aanleren van intonatie erg moeilijk, waardoor prelinguaal doven vaak monotoon praten.
Prelinguaal doven maken vaak gebruik van een eigen gebarentaal, die een andere grammatica heeft dan de gesproken taal. Wel is het zo dat veel Nederlandse of Vlaamse prelinguaal doven Nederlands als tweede taal beheersen, met name schriftelijk. Veelvoorkomende problemen daarbij zijn bijvoorbeeld de lidwoorden (die bestaan niet in gebarentaal), spreekwoorden, uitdrukkingen en gezegden, de minder uitgebreide woordenschat en werkwoorden met voorzetsels (zoals "ergens op ingaan"). Hierdoor moeten prelinguaal doven, om een taal goed te beheersen, veel meer boeken, websites en kranten lezen dan mensen zonder auditieve beperking. Het leren beheersen van een auditief georiënteerde taal kost deze groep daardoor veel meer moeite en tijd.
Ze kunnen zonder logopedie vaak moeilijk (of niet) leren spreken, omdat zij hun uitspraak niet via de auditieve manier kunnen vergelijken met de "juiste" klank en stemintonatie. Dit is wel mogelijk via visuele of tactiele manier. Bij logopedie op dovenscholen legt het kind zijn hand op de keel van de logopedist en worden veel plaatjes / pictogrammen gebruikt. Sinds omstreeks 1980 wordt in logopedie op dovenscholen meer NGT / NmG gebruikt en sinds kort bestaat er ook logopedie voor gebarentaal.
Iemand die door doofheid niet kan spreken werd vroeger doofstom genoemd. Dit woord wordt tegenwoordig als beledigend beschouwd omdat aan stom de negatieve connotatie dom hangt.
Het vroegtijdig leren van gebarentaal, als een visuele taal goed toegankelijk voor jonge prelinguaal dove kinderen, heeft als gevolg dat zij een beperkte taalachterstand oplopen en hierdoor het gesproken Nederlands als tweede taal sneller kunnen verwerven. Dit principe van tweetalig opvoeding/onderwijs wordt niet door iedereen onderschreven en/of onderkend, mede door de beeldvorming rond gebarentaal als een mindere taal. In dat geval wordt dan bewust of onbewust gekozen voor een eentalige opvoeding in gesproken taal; het oralisme.
Doven kunnen tot op zekere hoogte leren spraakafzien (liplezen). Het gesproken Nederlands gebruikt 40 verschillende klanken. Het onderscheid tussen deze klanken is over het algemeen duidelijk te horen, maar slechts 10 klanken zijn goed van de mond af te lezen. Als voorbeeld zijn de volgende woorden moeilijk te onderscheiden (via het spraakafzien): paard, haard, baard, waard. Een deel van de woorden (circa 25%) wordt dan hopelijk duidelijk uit de context van het verhaal. Soms kan een dove met een zwaar hoortoestel nog iets meer verstaan door het opvangen van klanken. Maar het feit blijft dat de overige 50% gegokt moet worden. Dit maakt het spraakafzien erg moeilijk en vermoeiend. Slechts 40 procent van alle oudere prelinguaal dove mensen kan liplezen.
Een prelinguaal doof kind van gebarentaalvaardige ouders verwerft een volledige taal, goed vergelijkbaar met de taalverwerving van een horend kind van horende ouders. Een prelinguaal doof of ernstig slechthorend kind van niet-gebarentaalvaardige ouders loopt wel een achterstand in taalontwikkeling op. Bij een slechthorend kind is deze achterstand na 5 jaar ongeveer 1 jaar.
De gebarentaal van Nederlandse of Vlaamse prelinguaal doven is NGT (Nederlandse Gebarentaal) of VGT (Vlaamse Gebarentaal), mits zij niet oraal zijn opgevoed.

## Voetnoot
1. ↑  Voor het bepalen van het juiste lidwoord is een auditieve herkenning van woordgeslacht, mannelijk, vrouwelijk of onzijdig, gangbaar.